# 東大和市立第七小学校
東大和市立第七小学校（ひがしやまとしりつ だいななしょうがっこう）は、東京都東大和市にある公立小学校。1971年4月1日開校であり、1970年10月1日に東大和市が市制を施行してから、初めて開校した小学校である。

## 教育目標
- 学ぶ喜びを知る子ども
- 友達と遊べる子ども
- 話し合いのできる子ども

憲法や教育基本法の精神を尊重し、自主性と創造性に富み、平和的な国家および社会の形成者として、人間性豊かで、思いやりがあり、心身ともに健康な児童の成長を願ったものだとされている。

## 沿革
1971年4月1日、第一小学校の学区域を分離して開校。4月6日に初めての入学式・始業式が行われる。開校時の生徒は第1学年から第5学年までの計402名。
1972年12月1日、校章を制定。
1973年3月24日、初めての卒業式が行われる。第1期の卒業生は79名。
1974年10月8日に体育館が完成。
1975年3月12日、校歌が制定される。
1976年3月25日には家庭科室や図書室などの特別教室が完成する。
2021年に開校50周年を迎える。

## 通学区域
2016年(平成28年)現在の本校の校区は以下の通りである。
住所別通学区域
| 多摩湖三・六丁目 | 蔵敷二丁目       | 芋窪一 - 五丁目  | 芋窪六丁目 |
| ---------------- | ---------------- | ---------------- | ---------- |
| 全域             | 立川東大和線以西 | 立川東大和線以西 | 全域       |

## アクセス
多摩都市モノレール線上北台駅から北に徒歩8分。